# 井内彦四郎
井内 彦四郎（いうち ひこしろう、1888年(明治21年)1月4日 - 1969年(昭和44年)11月6日）は、日本の実業家。近畿日本鉄道（近鉄）の前身である大阪電気軌道（大軌）に入社し、その子会社の参宮急行電鉄（参急）専務取締役を務め、同社の路線規模拡大の先導役となった。高知県出身。

## 来歴・人物
高知県安芸市（当時は安芸郡安芸町）、三菱財閥創始者である岩崎弥太郎を輩出した街で生まれた井内は、明治39年に県立第三中学校（後の安芸高校）を卒業、東京高等商業学校（後の一橋大学）に進学後、岩崎弥太郎の従弟である豊川良平から三菱系列へ入社することを推薦された。しかし、「三菱は既に組織が整っており、私のような鈍才がいってもやる事はない。日本一のオンボロ会社で、将来性があり世のためになる仕事をしてる所に入れてください。」と主張し、これを辞退する。その後、豊川により大阪の実業家である片岡直輝を紹介され、彼の斡旋で大正元年近江銀行に入社した。
その後、片岡が再建を手がけていた大阪電気軌道（大軌）への入社を、「お前にふさわしい、伸びるボロ会社だ。」として勧められる。井内はこの件について豊川の元へ相談に行ったところ、「大阪から奈良、すなわち東方へ向かって路線を延ばしているのなら、そのまま名古屋・東京まで延伸し、第二の東海道線（東海道新線）を造れ。そして広軌による超高速電車を走らせよ。それがやるべき仕事だ。」といわれ、入社を決断したという。
大正5年に大軌入社後、不祥事で退社した前任役の後を継ぎ、若くして庶務課長に就任する。その後、あやめ池の開発や伊勢延伸線の計画に参加し、伊勢延伸のため設立された参宮急行電鉄（参急）の支配人に昭和2年就任。昭和7年（1932年）からは専務となり、経営が行き詰っていた伊勢電気鉄道（伊勢電）の買収と、名古屋延伸線の計画に携わり、関西急行電鉄（関急）設立に尽力し、同社の代表取締役となる。
1938年に名古屋延伸線が完成すると、これにて役目は終わったと考え、1940年に53歳で会社を辞任。その後、近鉄志摩線の前身である志摩電気鉄道（志摩電）の社長や、三重交通の会長などを歴任し、持病の胃下垂が原因で1969年11月6日、81歳の高齢で逝去した。
なお、小説の「東への鉄路 ― 近鉄創世記」（著：木本正次、1974年。ISBN 4313830693 （上巻）とISBN 4313830707 （下巻））においては、井内を中心とした戦前の大軌・参急の動きが記録されている。